# Incohérence de l'Incohérence

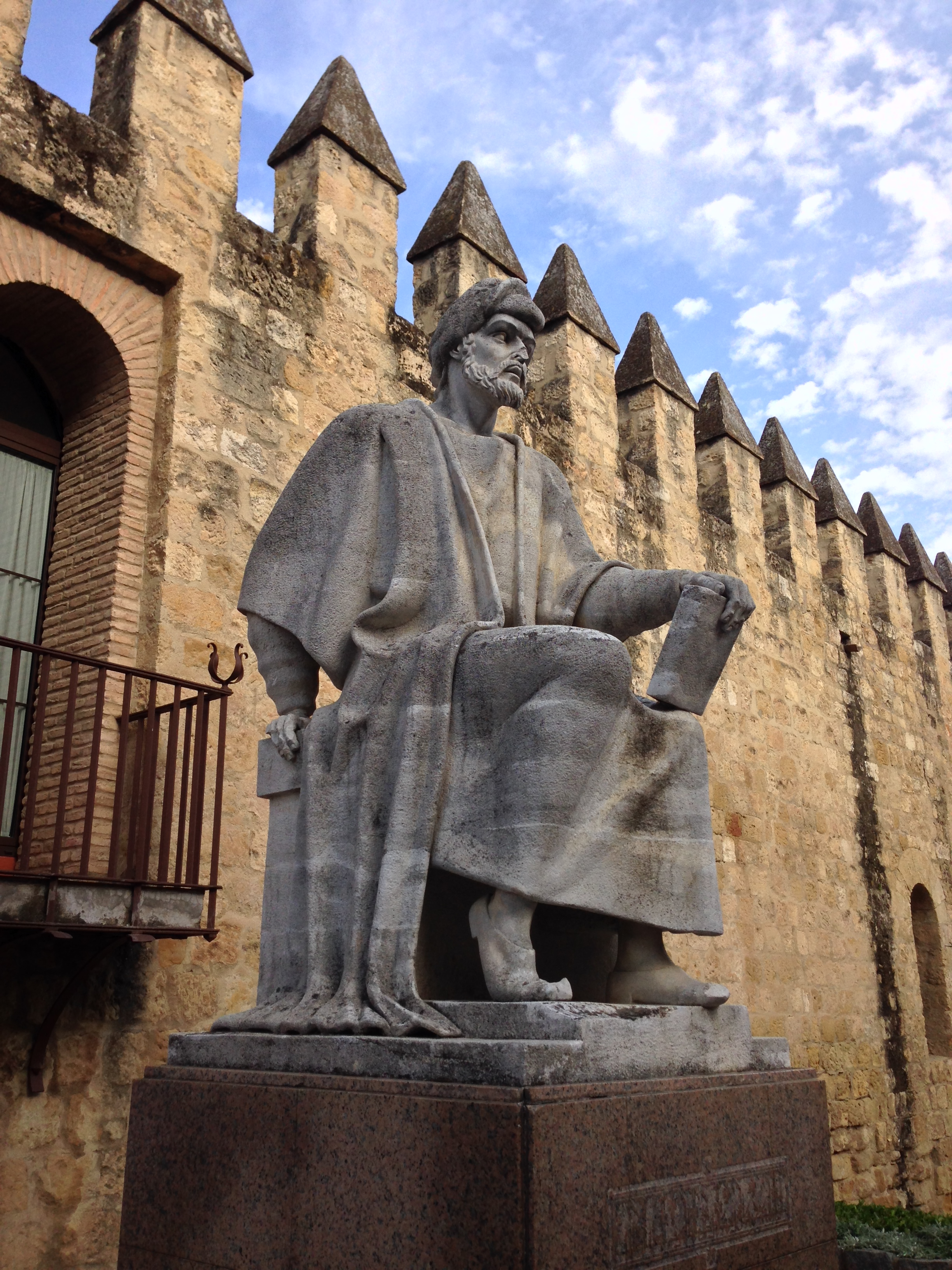
Statue d'Averroès (Espagne, Cordoue)

L’Incohérence de l'Incohérence (en arabe : تهافت التهافت, Tahafut al-Tahafut) est un ouvrage du philosophe andalou Averroès, écrit en 1179.

## Contenu
Il s'agit d'une réponse point par point au livre du Al-Ghazâlî intitulé Incohérence des philosophes (Tahafut al-Falasifa) datant de 1095, qui attaquait les philosophes en général et Avicenne en particulier.
Averroès veut démontrer que la philosophie est indispensable pour l'étude du Coran et la théologie. L'historien de la philosophie médiévale Kurt Flasch reconstitue le débat entre Averroès et Al-Ghazâlî dans son Introduction à la philosophie médiévale (ch. VIII).